# کرپو
کرپو (به فرانسوی: Corpeau) یک کمون در فرانسه با جمعیت ۱٬۰۴۲ نفر است که در Canton of Nolay واقع شده‌است.